# 不正スタート
不正スタート（ふせいスタート）は、競走競技においてスタート時より前にスタートを開始する反則である。
日本では単にフライング（和製英語）と呼ばれることが多い。英語ではbreakaway, false start, flier, flying start, jump start, jump the gunなどと呼ぶ。ただし、flying単独でflying startを意味することはない。

## 陸上競技

### 定義

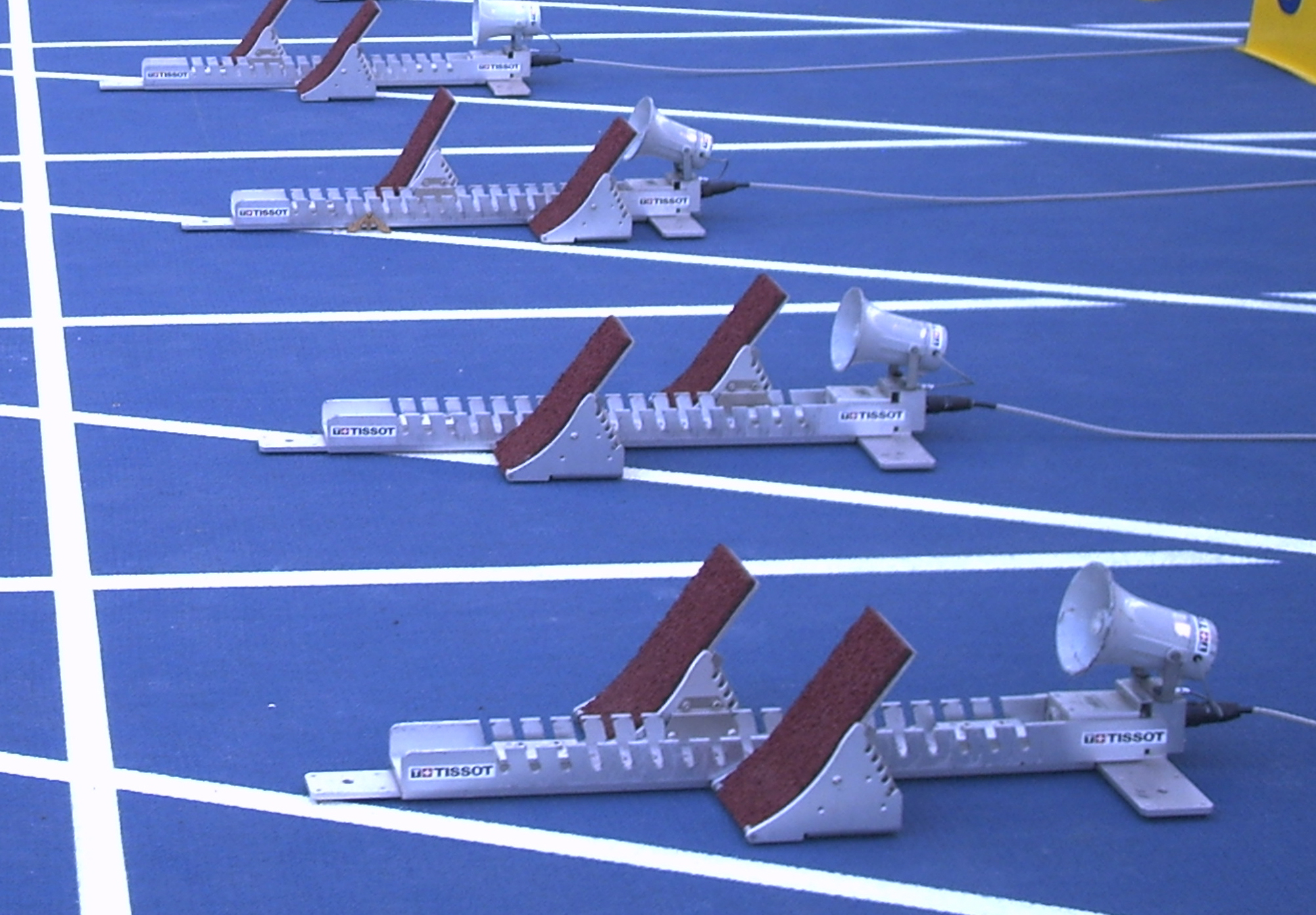
陸上競技用感圧スターティングブロック（2007年パンアメリカン競技大会）

競技規則（Technical Rules：TR）16.7は次のように定める。
ハイレベルの競技会で採用されているスタート・インフォメーション・システム（SIS）では、反応時間が0.100秒未満の場合に不正スタートの可能性があることを示す音響を発するとしている（競技規則16.6）（後述）。
不正スタートのペナルティについて競技規則16.8は次のように定める。
2002年までは同一選手の2度目のフライングから失格とされていた。ところがフライングが駆け引きに利用されるようになったため、2003年に2度目のフライングが起こったときはその組の選手全員を失格とするよう厳格化された。しかし、この改正に抗議の声があがり、2010年に1回目でもフライングをしたらその選手が失格と改正された。なお、競技規則のとおり混成競技ではルールが異なる。
スターターもしくはリコーラーがスタートが公正でないと判断したときは、信号器（スターターピストル）を発射して競技者を呼び戻さなければならない（競技規則16.10）。
原則として、不正スタートの責任があるとされた競技者に対しては、出発係が対象競技者の前で赤黒（斜め半分形）の旗やカードを示す（競技規則16.9）。混成競技の場合は、一回目の不正スタートのとき不正スタートの責任があるとされた競技者の前で黄黒（斜め半分形）の旗やカードを示した後、すべての競技者に対して警告のために黄黒（斜め半分形）の旗やカードを示し、さらに不正スタートが行われたとき（二回目）は対象競技者の前で赤黒（斜め半分形）の旗やカードを示す（競技規則16.9）。

### 不適切なスタート動作との区別
不正スタートはスタートの開始が基準となるため、競技規則はスタートの開始について以下のように定義している。
他方、競技者によるこれら以外のあらゆる動き（ルール上は「TR16.7.1、16.7.2以外のあらゆる動き」と定める）はスタート動作の開始とみなされない。ただし、不適切なスタート動作は、不正スタート以外での警告または失格処分の対象になる場合がある。
スタート規則を懲戒事項（TR16.5）と不正スタート（TR16.7、TR16.8）に分けることで同組の他の選手が「とばっちり」を受けないよう規則が整理された。これらは「不正スタート」と「不適切なスタート動作（不適切行為）」として区別されることがある。
不適切なスタート動作（不適切行為）となるのは、信号器（スターターピストル）発射の直前に正当な理由もなく手を挙げたり、クラウチングの姿勢から立ち上がる行為（TR16.5.1）、スターターの合図に従わなかったり速やかに最終の用意の位置につかない行為（TR16.5.2）、スターターの合図後に音声や動作その他の方法で他の競技者を妨害する行為（TR16.5.3）などである。不適切なスタート動作（不適切行為）があった場合にはスターターはスタートを中止し、審判長は当該競技者に警告を与えることができるとされており、国際大会などでは同じ競技会で2度規則違反があったときは失格となる（TR16.5）。
スタート中断の原因が競技者の責任でないと考えられる場合や、審判長がスターターの判断に同意できない場合は、不正がなかったことを示すため競技者全員にグリーンカード（旗）が提示される（TR16.5）。

### スタート判定の技術
ハイレベルの競技会では写真判定とスタートインフォメーションシステム（SIS）が採用されている。競技規則（Technical Rules：TR）16.6では、国際大会などで採用されるワールドアスレティックス（世界陸連、WA）が承認したスタート・インフォメーション・システムは、反応時間が0.100秒未満の場合に不正スタートの可能性があることを示すとしている。
人間が音を聞いて体を動かすまで最低0.1秒はかかるという医学的根拠に基づくが、研究が進み、人間は同じ刺激を繰り返し受けていると、情報が大脳にいく前に小脳で反応することができる可能性が指摘されるようになった。この点に関しては、金井大旺選手が2019年・2020年それぞれ日本室内選手権と日本選手権において0.099秒で失格となり話題となった。
しかし、検証は統計に過ぎず、身体を動かすための信号は極めて微弱で、動きを伴った状態では計測が困難であるため、フライングの基準は0.1秒となっている。

## 競泳競技
競泳競技ではフライング及びゴールの判定は、スタート台やプール内のタッチ板などで判定される。

## 公営競技

### 競艇
競艇のスタートはフライングスタート形式で行われ、定められたスタートタイミングより遅れてスタートした場合も、不正スタート（スタート事故と呼ぶ）となり競走除外（欠場）となる。

### 競馬のカンパイ
競馬において発馬合図前にスタートした場合（フライング）や、発馬機（スターティングゲート）が故障して動かない場合などに、スタートをやり直すことをカンパイと呼ぶ。また馬の突進などにより発馬機が強制開扉される場合があるが、この場合は正式にはまだスタートしていないので、フライングではあるがカンパイではない。なお、それらの要因によって発馬機が破損した場合は当該レースにおける一番外の枠よりさらに2枠外の枠より発走することとなる。これを外枠発走という。

## モータースポーツ
フォーミュラ1（F1）では、主催者である国際自動車連盟（FIA）から供給されるトランスポンダを車両（フォーミュラ1カー）に搭載することが義務付けられており、かつては当該トランスポンダにより「スタートシグナルによりレースが正式にスタートする前に車両が動いた」と判断された場合は当該車両にペナルティが与えられる仕組みだった。なお具体的な判断基準は秘密とされている。
しかし2024年3月のサウジアラビアGPにおいて、ランド・ノリス（マクラーレン）の不正スタートをトランスポンダが検知しなかったことが問題となり、同年5月に規則が改正され「ライトの点灯から4秒後、かつすべてのレッドライトが消えてスタートシグナルが消える前に、第44.10条 b)項に規定されているように動いた場合」を不正スタートとすることになった。これにより、従来のトランスポンダ検知に加え、映像証拠などによりスチュワード（競技委員）が不正スタートを確認した場合にもペナルティが課される。
なお、このような機械的な検出方法を導入しているレースは少なく、多くのカテゴリではコースマーシャルによる目視によって不正スタートを判断する例が多い。